# سیج نورثکات
سیج نورثکات (انگلیسی: Sage Northcutt؛ زادهٔ ۱ مارس ۱۹۹۶) کاراته‌کا، ورزشکار هنرهای رزمی ترکیبی و تکواندوکار اهل ایالات متحده آمریکا است. وی از سال ۲۰۱۴ میلادی تاکنون مشغول فعالیت بوده‌است.